# Fokker F.XX
El Fokker F.XX fue un avión monoplano trimotor de uso comercial utilizado durante la década de 1930 diseñado y construido por la firma holandesa N.V. Koninklijke Nederlandse Vliegtuigenfabriek Fokker. Fue el primer diseño de la compañía con un fuselaje de sección elíptica en lugar del de ángulos rectos tradicional y también, el primer avión Fokker con tren de aterrizaje retráctil. Aunque era un diseño más avanzado tanto en aerodinámica como en apariencia que los anteriores modelos de la compañía, además de ser el primer transporte rápido europeo con capacidad de carga superior a los 3500 kg. La aparición de los bimotores norteamericanos de ala baja Boeing 247 ,Lockheed L-10 Electra y Douglas DC-1 y DC-2 (Fokker ensambló y fue representante de ventas exclusivo para Europa de este último),pronto dejó obsoleto el concepto de los diseños Fokker y de muchos otros fabricantes y diseñadores de aeronaves.

## Historia
El trimotor F.XX nombrado Zilvermeeuw, (gaviota argéntea) fue diseñado como avión de pasajeros con una capacidad para transportar un máximo de doce. Fue construido a raíz de una solicitud de la aerolínea KLM que deseaba un avión para la ruta a las Indias Orientales Neerlandesas que volara aproximadamente 56 km/h (35 mph) más rápido y con mayor capacidad que el también trimotor Fokker F.XVIII utilizado en dicha ruta. Con aviones más rápidos, KLM quería demostrar que no tenía sentido desplegar aviones postales especiales en dicha ruta como su malogrado competidor Pander S.4 Postjäger. El avión diseñado bajo la dirección de Marius Beeling fue presentado a KLM el 20 de diciembre de 1932 siendo aceptada su construcción, realizando su primer vuelo el 3 de junio de 1933.
En un intento de transportar el correo destinado a las Indias Orientales en un tiempo récord, se programó que el Zilvermeeuw (PH-AIZ) volaría en su vuelo inaugural a Batavia el 18 de diciembre de 1933 con el fin de entregar la correspondencia y paquetería de Navidad en tal alejada colonia. Sin embargo, durante el calentamiento de motores previo al despegue, se produjo una avería grave en el motor central. Las reparaciones llevarían demasiado tiempo, por lo que se preparó apresuradamente el F.XVIII PH-AIP Pelikaan que, aunque unos 50 km/h más lento, logró completar el viaje a Batavia según el calendario previsto. Fue un fracaso público desastroso para el nuevo F.XX, del que nunca se recuperó del todo.
Sin embargo, la reputación del F.XX mejoró cuando a partir del 1 de marzo de 1934 KLM lo puso en servicio en las rutas Amsterdam-Londres y Amsterdam - Berlín. En el tramo Ámsterdam - Berlín, el avión alcanzó una impresionante velocidad media de 253 km/h. También en 1934, el F.XX voló 1535 horas; esto era casi el doble de la media de 850 horas de vuelo de KLM con el F.XVIII.
Siguió siendo utilizado en dichas rutas hasta su venta en octubre de 1936 a raíz del inicio de la Guerra Civil Española. El avión –como los modelos de trimotores Fokker F.IX, Fokker F.XII y Fokker F.XVIII– fue vendido al súbdito francés Alain Pilain y registrado como F-APEZ. Monsieur Pilain representaba a la aerolínea  Air Tropique, que era una "tapadera" ficticia, para otra organización, la Société Française de Transports Aériens (SFTA). SFTA, en realidad, era un agente de compras del gobierno de la Segunda República española . Siendo operado por un servicio de transporte aéreo francés y matriculado F-APEZ, se utilizó en un servicio de enlace entre París y Madrid. En 1937 fue asignado a LAPE, y registrado como EC-45-E. El F.XX fue pintado con un diseño de camuflaje y se utilizó para transportar diversos cargamentos entre España y Francia, incluidos lingotes de oro, joyas y valores para el pago de material de guerra.
No fue un avión muy popular, especialmente después de que uno de sus motores Wright fuera reemplazado por un Walter Mercury de un caza Letov S-231, y al menos, otro motor fuera reemplazado por un Shvetsov M-25 de un caza Polikarpov I-16. Los cambios de motor resultaron en una violenta guiñada en el despegue. El F.XX sirvió con los republicanos hasta principios de febrero de 1938, cuando, resultó destruido en un accidente cerca de Barcelona en el Aeropuerto del El Prat de Llobregat.

## Diseño

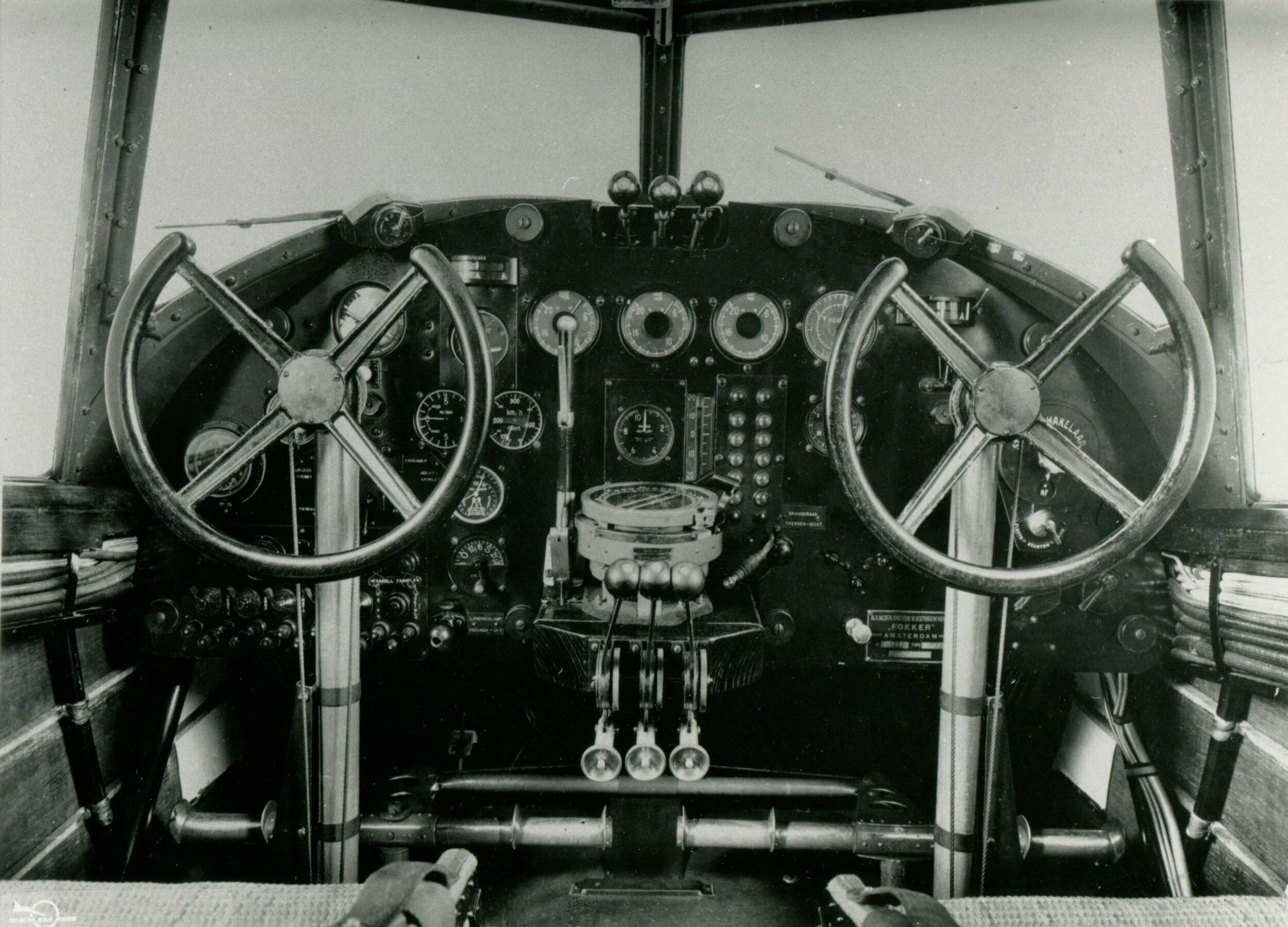
Cockpit del F.XX

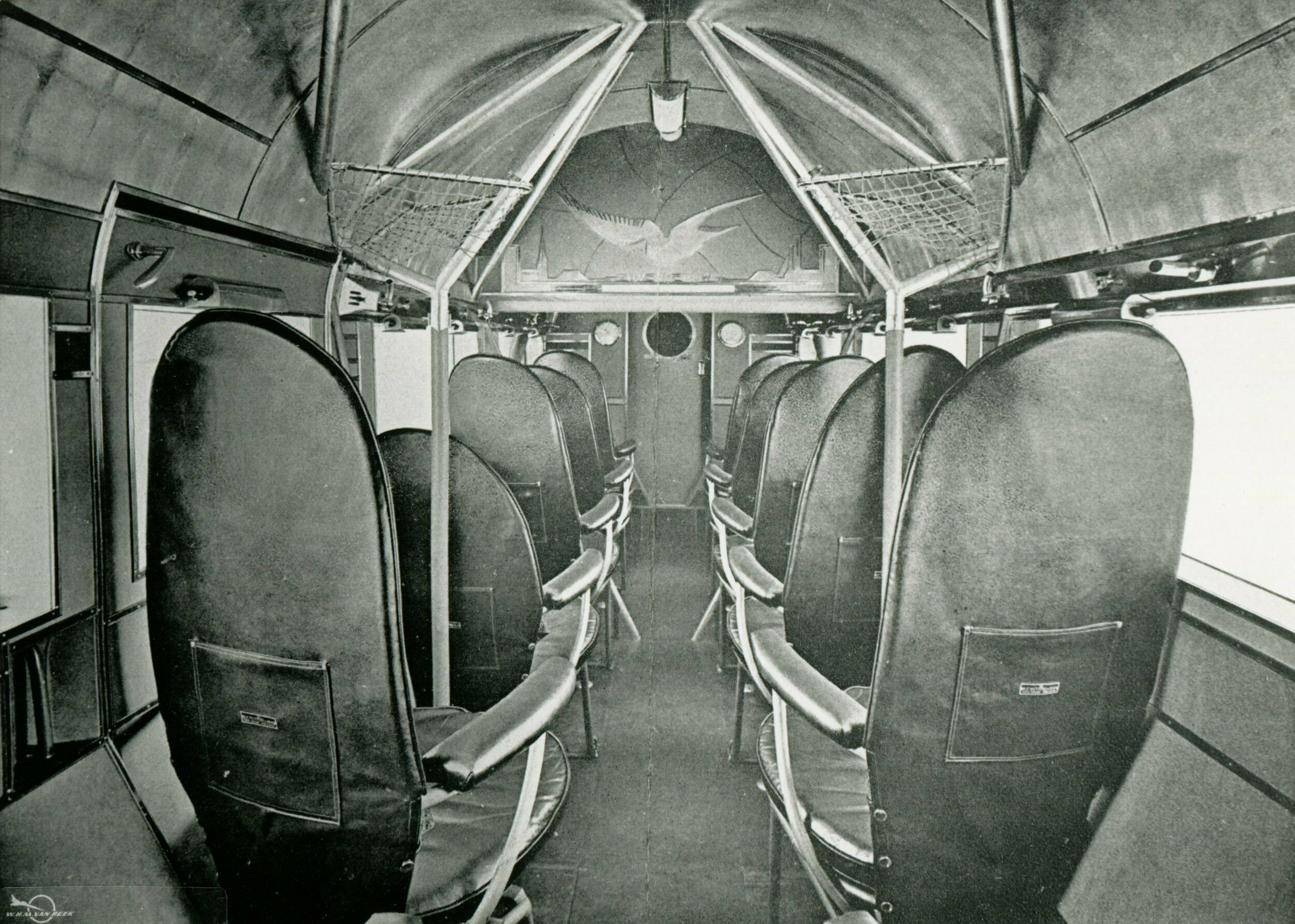
Cabina de pasaje

El F.XX era un avión monoplano de construcción mixta de ala alta cantilever. El fuselaje de sección transversal elíptica y una estructura de marco de tubos de acero soldado, estaba recubierto con láminas de Elektron en la zona delantera hasta la cabina de pasajeros y cubierto con lona detrás. En la proa, entre el motor central y la cabina de pilotos, se encuentra un maletero. La tripulación la componían dos pilotos sentados uno al lado del otro y el operador de radio detrás de ellos. La cabina de pasajeros tenía 4,90 m de largo y 1,55 m de ancho con un volumen de 11,50 m³. La altura variaba desde los 2,05 m, de la parte central del ala en la zona delantera, hasta los 1,80 m inclinados hacia la parte trasera. Contaba con doce asientos dispuestos en filas de seis, los cuatro delanteros ligeramente elevados. Detrás de la cabina había un segundo depósito de equipaje y un WC.
El ala continua de estructura de madera que presentaba un fuerte diedro y estaba recubierta de madera contrachapada contaba con cuatro depósitos de combustible con una capacidad total de 2600 l, así como compartimentos de equipaje adicionales accesibles desde la parte inferior del ala. El volumen total del maletero era de 6,66 m³. La sección central del ala forma el techo delantero del habitáculo, que tenía dos salidas. Desde el fuselaje hasta aproximadamente la mitad del ala, se instalaron grandes alerones ranurados de madera a ambos lados del borde de ataque para reducir la velocidad de aterrizaje. En el borde de fuga hay flaps de aterrizaje en el interior y alerones de madera en el exterior. Estaba provisto de un tren de aterrizaje retráctil, con un ancho de vía de las ruedas principales de 6 m. La rueda de cola también era retraible. La cola estaba formada por los timones de profundidad reforzados y ajustables en vuelo y un estabilizador vertical (deriva) simple con un timón desmontable arriostrado a los planos de profundidad; ambos estaban construidos en tubo de acero.
El avión estaba propulsado originalmente por tres motores radiales Wright R-1820-F Cyclone de nueve cilindros en estrella y 650 HP (485 kW) refrigerados por aire, todos alojados en carenados NACA. Un motor estaba en el morro del avión, y lo otros dos estaban instalados en góndolas, que también servían para alojar el tren de aterrizaje principal cuando estaba replegado y, fijados a la parte inferior de las alas con puntales. Más tarde, KLM los reemplazó por los más potentes Wright R-1820-F2 Cyclone 9 de 720 HP (537 kW). Inicialmente, se utilizaron hélices de metal bipalas ajustables en tierra; sin embargo, cuando se instalaron los motores mejorados, se utilizaron hélices metálicas Hamilton Standard ajustables en vuelo.

### Características generales
- Tripulación: 3
- Capacidad: 12
- Longitud: 16,70 m
- Envergadura: 25,70 m
- Altura: 4,80 m
- Superficie alar: 96,00 m
- Peso vacío: 6455 kg
- Peso máximo al despegue: 9400 kg
- Planta motriz: 3× motor radial de nueve cilindros en estrella Wright R-1820-F2 Cyclone 9.
  - Potencia: 537 kW (740 HP; 730 CV) cada uno.

### Rendimiento
- Velocidad nunca excedida (Vne): 305 km/h
- Velocidad crucero (Vc): 250 km/h
- Alcance: 1410 km
- Techo de vuelo: 6200 m
- Régimen de ascenso: 20 min a 4000 m